# Versicherungsmathematik
Die Versicherungsmathematik ist ein Teilgebiet der Mathematik. Als ihr Begründer gilt Johan de Witt, der auf Basis von Christiaan Huygens statistischer Analyse der Überlebenstabellen von John Graunt eine mathematische Bepreisung von Annuitäten entwickelte. Die moderne Versicherungsmathematik beschäftigt sich hauptsächlich mit der mathematischen Modellierung sowie der statistischen Schätzung der versicherten Risiken (insbesondere Schäden an Personen oder Sachen), der Kalkulation des benötigten Preises für die Übernahme solcher Risiken (Beitragskalkulation), der Berechnung von versicherungstechnischen Rückstellungen oder der benötigten Eigenmittelausstattung, Controlling inkl. Berichtswesen, Risikomanagement und dem Bilanzstrukturmanagement. Die Versicherungsmathematik gehört zur angewandten Mathematik und stellt ein wesentliches Anwendungsgebiet der Wahrscheinlichkeitstheorie und der Statistik dar. Zur Darstellung der in Versicherungsverträgen meist ebenso enthaltenen Finanzrisiken werden auch Methoden der Finanzmathematik verwendet. 

## Teilgebiete der Versicherungsmathematik
Die Versicherungsmathematik kann in die folgenden Teilgebiete unterteilt werden:
- Lebensversicherungsmathematik,
- Krankenversicherungsmathematik,
- Pensionsversicherungsmathematik,
- Schadensversicherungsmathematik.

Die Mathematik der Bausparkassen wird traditionell der Versicherungsmathematik zugerechnet, da auch hier Kollektive betrachtet werden, wenn auch mit rein finanzmathematischen Methoden. Diese Tradition ist auch dadurch mitgeprägt, dass früher die für Versicherungen zuständige Aufsichtsbehörde auch für Bausparkassen zuständig war.
Auf Grund der umfassenderen Ausrichtung der Versicherungsmathematik auf alle Arten von Risiken kann auch die Finanzmathematik als auf Finanzrisiken ausgerichteter Spezialfall der Versicherungsmathematik verstanden werden.
Die Berufsbezeichnung eines Experten der Versicherungsmathematik ist Versicherungsmathematiker. Sie bezeichnen sich auch als Aktuar, insbesondere wenn sie umfassende Kenntnisse des Versicherungswesens auch außerhalb der reinen Versicherungsmathematik besitzen und dies gemäß den Anforderungen einer nationalen Aktuarvereinigung nachgewiesen haben. Die nationale Aktuarvereinigung in Deutschland ist die Deutsche Aktuarvereinigung (DAV) mit Sitz in Köln. Nach erfolgreich absolvierter Prüfung bei der DAV darf sich der Versicherungsmathematiker Aktuar DAV nennen.